# 戈爾巴尼夫卡 (布羅德區)
49°56′58″N 25°22′34″E / 49.94944°N 25.37611°E
戈爾巴尼夫卡（烏克蘭語：Горбанівка），是烏克蘭西部的村莊，隸屬利維夫州的佐洛奇夫區。該村面積0.55平方公里，2001年人口190，人口密度每平方公里345.45人。